# منتخب فرنسا لهوكي الدحرجة
منتخب فرنسا لهوكي الدحرجة (بالفرنسية: Équipe de France de rink hockey)‏ هو ممثل فرنسا الرسمي في المنافسات الدولية في هوكي الدحرجة
.